# جوسيف فوكس (كاتب)
جوسيف فوكس (بالألمانية: Josef Fuchs)‏ هو كاتب ألماني، ولد في 5 يوليو 1912 في بيرغيش غلادباخ في ألمانيا، وتوفي في 9 مارس 2005.